# 小行星44103
小行星44103（44103 Aldana）是一颗绕太阳运转的小行星，为主小行星带小行星。该小行星于1998年4月4日发现。
該小行星以西班牙天體物理學家費爾南多·阿爾達納·馬約爾（Fernando Aldana Mayor）命名。

## 轨道参数
小行星44103的轨道半长轴为2.2985842 UA，离心率为0.087。